# هیدروکسی‌نفتول آبی
هیدروکسی‌نفتول آبی (به انگلیسی: Hydroxynaphthol blue) با فرمول شیمیایی C۲۰H۱۱N۲Na۳O۱۱S۳ یک ترکیب شیمیایی با شناسه پاب‌کم ۹۵۷۶۶۲۶ است. که جرم مولی آن ۶۲۰٫۴۶۳۰۱ g/mol می‌باشد. شکل ظاهری این ترکیب، پودر سیاه است.